# Sócios da Mangueira
Sócios da Mangueira é uma escola de samba de Portugal, sediada em Mealhada. É a escola de samba mais antiga da cidade, tendo sido fundada em 1978.
A agremiação foi diversas vezes campeã do carnaval da cidade. Entre 2018 e 2020, obteve um tricampeonato consecutivo. No dia 9 de agosto de 2020, sua sede foi tomada por um incêndio, que a destruiu completamente.

## Segmentos

### Presidentes
| Nome              | Mandato        | Ref.  |
| ----------------- | -------------- | ----- |
| André Castanheira | ? - ?          | [ 3 ] |
| Juvenal Santos    | ? - atualidade | [ 1 ] |

### Intérprete
| Período | Nome     | Ref.  |
| ------- | -------- | ----- |
| 2020    | Xandinho | [ 4 ] |

## Carnavais
| Sócios da Mangueira | Sócios da Mangueira                            | Sócios da Mangueira                                                                              | Sócios da Mangueira | Sócios da Mangueira | Sócios da Mangueira |
| Ano                 | Colocação                                      | Enredo                                                                                           | Carnavalesco        | Ref                 |                     |
| ------------------- | ---------------------------------------------- | ------------------------------------------------------------------------------------------------ | ------------------- | ------------------- | ------------------- |
| 2012                | Vice-campeã nacional                           | O Mundo Que o Rei Conquistou, a Mangueira Eternizou (Compositor:Alexandre Lopes "Xandinho")      |                     | [ 5 ] [ 6 ]         |                     |
| 2015                | 3º lugar municipal                             | Tudo o Que Vês É Luz (Compositor:Alexandre Lopes "Xandinho")                                     |                     | [ 7 ]               |                     |
| 2016                | Não houve competição municipal Campeã nacional | Bem-vindo ao Parque de Diversões dos Sócios da Mangueira (Compositor:Alexandre Lopes "Xandinho") |                     | [ 8 ] [ 9 ]         |                     |
| 2017                |                                                | Per Fumum! Há algo no Ar Compositor:Alexandre Lopes "Xandinho"                                   |                     | [ 10 ]              |                     |
| 2018                | Campeã municipal                               |                                                                                                  |                     | [ 11 ]              |                     |
| 2019                | Campeã Campeã nacional                         | Por tudo o que é mais sagrado                                                                    |                     | [ 1 ] [ 12 ] [ 8 ]  |                     |
| 2020                | Campeã municipal                               | Tradicional ou Realidade Virtual (Compositor: Xandinho)                                          |                     | [ 13 ] [ 4 ] [ 14 ] |                     |

## Premiações
- Troféu Nacional: 
  - 1º lugar: 2014[15], 2016[15], 2018
  - 2º Lugar: 2013[15], 2017[15],